# Глисон, Куинн
Куинн Глисон (англ. Quinn Gleason; род. 10 ноября 1994, Рочестер, США) — американская теннисистка; победительница одного турнира WTA в парном разряде.

## Общая информация
Куинн Глисон родился 10 ноября 1994 года в городе Рочестер (США).

## Спортивная карьера
В 2017 году стала победительницей одного турнира ITF в одиночном разряде.
И в 2017—2024 годах стала победительницей ещё пятнадцати турниров ITF в парном разряде.

### 2021—2023
В конце июня 2021 года на Уимблдонском турнире в парном разряде вместе с соотечественницей Эминой Бектас, в первом раунде соревнований проиграли бельгийкам Грете Миннен и Алисон Ван Эйтванк со счётом 6-4, 6-4.
В начале августа 2023 года стала финалисткой в парном разряде турнира категории WTA 250 Livesport Prague Open в Праге (Чехия) вместе с француженкой Эликсан Лешемия, где они в финале проиграли паре Оксана Калашникова и Нао Хибино со счётом 7-6(7) 5-7 [3:10].
В конце августе 2023 года на Открытом чемпионате США в парном разряде вместе с соотечественницей Элизабет Мандлик, в первом раунде соревнований проиграли опытным соотечественницам Кори Гауфф и Джессике Пегуле со счётом 2-6, 1-6.
В середине сентября 2023 года стала победительницей в парном разряде вместе с россиянкой Аминой Аншба турнира серии WTA 125 в Любляне (Словения), где она в финале победила Фрейю Кристии Юлиану Лизаразо со счётом 6-3, 6-4.

### 2024
В сентябре 2024 года совместно с бразильской теннисисткой Ингрид Мартинс участвовали в парном турнире категории WTA 250 в Монастире (Тунис), но в первом круге проиграли Сюзан Ламенс и Мариам Болквадзе со счётом 6-4, 4-6, [2:10].
В начале ноября 2024 года стала победительницей в парном разряде турнира категории WTA 250 в Мериде (Мексика) вместе с бразильской теннисисткой Ингрид Мартинс, где они в финале победили бельгиек Магали Кемпен и Лару Салден со счётом 6-4, 6-4.

## Итоговое место в рейтинге WTA по годам
| Год  | Одиночный рейтинг | Парный рейтинг |
| 2023 | 654               | 103            |
| 2022 | 772               | 361            |
| 2021 | 446               | 136            |
| 2020 | 394               | 160            |
| 2019 | 378               | 152            |
| 2018 | 445               | 230            |
| 2017 | 462               | 266            |
| 2016 | 1113              | 746            |

## Выступления на турнирах

### Финалы турнировWTAв парном разряде (2)

#### Победа (1)
| Легенда:                    |
| --------------------------- |
| Турниры Большого шлема (0)* |
| Олимпиада (0)               |
| Итоговый турнир WTA (0)     |
| WTA 1000 (0)                |
| WTA 500 (0)                 |
| WTA 250 (0+1)               |

| Титулы по покрытиям | Титулы по месту проведения матчей турнира |
| ------------------- | ----------------------------------------- |
| Хард (0+1)*         | Зал (0)                                   |
| Грунт (0)           | Зал (0)                                   |
| Трава (0)           | Открытый воздух (0+1)                     |
| Ковёр (0)           | Открытый воздух (0+1)                     |

* количество побед в одиночном разряде + количество побед в парном разряде.
| №  | Дата          | Турнир          | Покрытие | Партнёрша      | Соперницы в финале        | Счёт    |
| 1. | 3 ноября 2024 | Мерида, Мексика | Хард     | Ингрид Мартинс | Магали Кемпен Лара Салден | 6-4 6-4 |

#### Поражение (1)
| №  | Дата           | Турнир       | Покрытие | Партнёрша       | Соперницы в финале            | Счёт              |
| 1. | 7 августа 2023 | Прага, Чехия | Хард     | Эликсан Лешемия | Оксана Калашникова Нао Хибино | 7-6(7) 5-7 [3-10] |